# Huschang-Golschiri-Literaturpreis
Der Huschang-Golschiri-Literaturpreis (englisch Hooshang Golshiri Literary Award; persisch جایزهٔ ادبی هوشنگ گلشیری; arabisch جائزة هوشنك غلشيري الأدبية) ist ein iranischer Literaturpreis. Es handelt sich um einen der wenigen Literaturpreise im Iran, die von einer Nichtregierungsorganisation vergeben werden.

## Geschichte
Der Literaturpreis wurde 2000 gegründet. Er wird von der Golshiri-Stiftung vergeben, die nach dem Tod des Namensgebers Huschang Golschiri ins Leben gerufen wurde. Der Preis richtet sich an belletristische, zeitgenössische Autoren im Iran. Der Namensgeber Huschang Golschiri gilt als einer der Pioniere moderner iranischer Literatur. Die erste Verleihung fand 2001 (1380 nach dem iranischen Kalender) statt. Die letzte Verleihung war 2014.

## Kategorien
Der Preis wird in vier Kategorien vergeben: Bester Roman, Beste Kurzgeschichtensammlung, Bester Debütroman und Beste Debüt-Kurzgeschichtensammlung. Der Preis ist in den beiden Hauptkategorien mit 10 Millionen Rial (etwa 250 Euro), für die beste Kurzgeschichtensammlung mit 5 Millionen Rial und für die Beste Kurzgeschichte mit 2 Millionen Rial dotiert.

## Sieger
- 2001 (1380)[4][5]
  - Bester Roman: Ahmad Mahmoud: Derakht-e Anjir-e Ma'abed
  - Bester Debütroman: Sepideh Shamlou, Ingār guftah būdī Laylī
  - Beste Kurzgeschichten-Sammlung: Ali Khodaei, Keep Me Warm All the Winter Long
  - Beste Debüt-Kurzgeschichten-Sammlung: Mohammad Asef Soltanzadeh, We Fade in Flight
- 2002 (1381)[6][5]
  - Bester Roman: Zoya Pirzad, I will Turn off the Lights
  - Bester Debütroman: Reza Ghassemi, The Nocturnal Harmony
  - Beste Kurzgeschichten-Sammlung: Mohammad Rahim Okhovat, Our Wandering Half
  - Beste Debüt-Kurzgeschichten-Sammlung: Marjan Shir-Mohammadi, After That Night
- 2003 (1382)[7][5]
  - Bester Roman: Fariba Vafi, Parande-ye-many (deutsch: Kellervogel)
  - Bester Debütroman: none
  - Beste Kurzgeschichten-Sammlung: Shiva Arastouei, Sunlight, Moonlight
  - Best First Story Collection: Soheila Baski, Little Shred and Bahram Moradi, Laughter in the House of Loneliness
- 2004 (1383)[8][5]
  - Bester Roman: Aboutorab Khosravi, Rood-e-Raavi
  - Bester Debütroman: Rouhangiz Sharifian, Who Believes, Rustam
  - Beste Kurzgeschichten-Sammlung: Kourosh Asadi, National Park
  - Beste Debüt-Kurzgeschichten-Sammlung: Moniraldin Beirouti, Single Clay and Ibrahim Damshenas, Nahast
- 2005 (1384)[9][5]
  - Bester Roman: Mohammad Hosseini, Bluer than Sin and Yaghoub Yadail, Rituals of Restlessness
  - Bester Debütroman: Soudabeh Ashrafi, Fish Sleep at Night and Farhad Bordbar, The Hue of Crow
  - Beste Kurzgeschichten-Sammlung: Mohammad-Hossein Mohammadi, Red Figs of Mazar
  - Beste Debüt-Kurzgeschichten-Sammlung: Mahsa Moheb’ali, Love-making in Footnotes
- 2006 (1385)[5]
  - Bester Roman: Moniraldin Beiruti, Four Pangs and Fariba Vafi, Rowya-ye-Tabbat (deutsch:
  - Bester Debütrom): Mehdi Raeisol Mohadesin, The Palmist
  - Beste Kurzgeschichten-Sammlung: Hossein Sanapour, The Dark Side of Words
  - Beste Debüt-Kurzgeschichten-Sammlung: Hamidreza Najafi, Gravel Gardens
- 2007 (1386)[10][5]
  - Bester Roman: Asghar Elahi, Salmargi
  - Bester Debütroman: Hossein Mortezaeian Abkenar, Scorpion on Andimeshk Railway Stairs
  - Beste Kurzgeschichten-Sammlung: Mohammad Asef Soltanzadeh, Asgar Goriz
  - Beste Debüt-Kurzgeschichten-Sammlung: Amirhossein Khorshidfar, Life Goes on According to Your Will
- 2008 (1387)[5]
  - Es wurden lediglich die Nominierungen verkündet.
- 2009 (1388)[5]
  - Beste Kurzgeschichten-Sammlung: Hamed Habibi, Where Flat Tire Repairing is Done and Peyman Esmaeili, Snow and the Cloudy Symphony
  - Beste Debüt-Kurzgeschichten-Sammlung: Hamed Esmaeilion, Thyme is not Fair and Pedram Rezaeizadeh, The Game of Death
- 2010 (1389)[5]
  - Bester Roman: Mahsa Moheb’ali, Don't Worry
  - Bester Debütroman: Sara Salar, Probably I'm Lost
- 2011 (1390)[5]
  - Bester Roman: nicht vergeben
  - Bester Debütroman: Jairan Gahan, Under the Lazy Afternoon Sun
  - Beste Kurzgeschichten-Sammlung: Ahmad Gholami, Humans and AbouTorab Khosravi, Desolate Book
  - Beste Debüt-Kurzgeschichten-Sammlung: Amirhossein Yazdanbod, The Portrait of an Incomplete Man and Neda Kavousifar, Sleeping with Eyes Wide
- 2012 (1391)[11][12]
  - Beste Debüt-Kurzgeschichten-Sammlung: Mohammad Tolouei, I'm Not Janette (2011, deutsch: Ich bin nicht Jeannette) and Spideh Siavashi, Laugh in Persian
  - Bester Debütroman: Salman Amin, Qal'eh-Morqi: Pyramid Period and Reza Zangi Abadi, Partridge Hunting
  - Lifetime Literary Award: Mahmoud Dowlatabadi
- 2013 (1392)[13][5]
  - Bester Debütroman: Salman Amin, Ghale Morghi: Rouzegare Herami
  - Best First Story Collection: Sepideh Siavashi, Laugh in Farsi and Mohammad Tolouei, I’m Not Janette (deutsch: Ich bin nicht Jeannette)
- 2014 (1393)[5]
  - Bester Roman: Hamed Esmaeilion, Dr. Datis
  - Beste Kurzgeschichten-Sammlung: Mohsen Abbasi, In Twilight and Ali Changizi, Oblique Pines